# ハイイロジェントルキツネザル
ハイイロジェントルキツネザル（Hapalemur griseus）は、キツネザル科ジェントルキツネザル属の一種。マダガスカルの固有種であり、3亜種に分かれる。
竹を主食としている。キツネザル科の中でもジェントルキツネザル属は、他の属よりも手先が器用かつ眼と手の協応に優れている。竹林に生息し、竹によじ登り、竹から竹へと飛び移る生活を送っている。
体色は灰色、時々赤い斑点が頭部に現れる。平均的な全長は雄が67.69cm、雌が66.94cm。全長約65cmの場合に尾が37cmに達する。体重は1kg弱である。

## 分類
ジェントルキツネザル属の模式種。種小名griseusは灰色（gray）の意で、和名や英名も同義である。
1994年に4亜種を認める分類もあったが、2001年にアラオトラジェントルキツネザルH. alaotrensis、2005年にキタジェントルキツネザルH. occidentalis、2006年にミナミジェントルキツネザルH. meridionalisがそれぞれ独立種として分割された。後述するように新たに2亜種が2007年に記載されている。

### 亜種
2024年時点のIUCNレッドリストによると、本種は3つの亜種に分かれる。
- Hapalemur griseus griseus (Link, 1795) — Grey lesser bamboo lemur
- Hapalemur griseus gilberti Rabarivola, Prosper, Zaramody, Andriaholinirina & Hauwy, 2007 — Gilbert's lesser bamboo lemur
- Hapalemur griseus ranomafanensis Rabarivola, Prosper, Zaramody, Andriaholinirina & Hauwy, 2007 — Ranomafana bamboo lemur

1795年に描かれたものがハイイロジェントルキツネザル（Hapalemur griseus griseus）である。
ギルバートジェントルキツネザルもしくはベアナマラウジェントルキツネザル（Hapalemur griseus gilberti、Gilbert's bamboo lemur、Gilbert's gentle lemur、Beanamalao bamboo lemur）は、2007年に亜種に分類されたが、2008年には独立した種として扱われた。さらに2010年には、亜種に戻された。この亜種は、ラヌマファナ＝キアンジャヴァツ周辺でのみ知られている。
ラヌマファナジェントルキツネザル（Hapalemur griseus ranomafanensis、Ranomafana bamboo lemur、Ranomafana gentle lemur）は、2007年に分類された第3の亜種である。